# Bob Hanning
Hans Robert Hanning, detto Bob (Essen, 9 febbraio 1968), è un allenatore di pallamano e dirigente sportivo tedesco, commissario tecnico della nazionale di pallamano maschile dell'Italia e amministratore delegato del Füchse Berlino.

## Carriera
La carriera da allenatore di Hanning ebbe inizio presso il TV Cronenberg 1887 di Essen. In seguito, assunse il ruolo di allenatore assistente e successivamente di allenatore della squadra giovanile A della TUSEM Essen. Il suo successivo incarico fu alla guida dello SG Solingen, squadra con la quale ottenne la promozione in Handball-Bundesliga.
Alle Olimpiadi di Sydney del 2000, Hanning ricoprì il ruolo di assistente allenatore della nazionale tedesca, sotto la direzione di Heiner Brand e allo stesso tempo fu il capo allenatore della squadra nazionale B. Successivamente, si trasferì all'HC Wuppertal come allenatore e successivamente all'SG Willstätt/Schutterwald. Parallelamente, Hanning si dedicò anche all'insegnamento, ricoprendo il ruolo di allenatore della squadra giovanile della Deutsche Handballbund (DHB).
Il 17 dicembre 2002, Hanning subentrò ad Anders Fältnäs, allenatore esonerato, alla guida dell'Amburgo. Tuttavia, il 2 maggio 2005, Hanning presentò le sue dimissioni dopo una "rivolta dei giocatori" e rescisse il suo contratto con il club.
Nel luglio del 2005, Frank Steffel, politico e imprenditore della CDU, nominò Hanning amministratore delegato della Reinickendorfer Füchse Handball Vermarktungsgesellschaft mbH di Berlino, la società che si occupa della sponsorizzazione economica del Füchse Berlin. Hanning ricopre ancor'oggi questa carica. Con Hanning come allenatore e Jörn-Uwe Lommel nel ruolo di tecnico, il Füchse Berlin ottenne la promozione in Bundesliga al termine della stagione 2006-07, mantenendo la posizione anche nella stagione successiva. Nel 2011, sotto la guida di Hanning, il Füchse Berlin si qualificò per la prima volta alla EHF Champions League.
Hanning è noto per il suo forte impegno nello sviluppo dei giovani talenti. A Berlino, ha allenato la squadra giovanile A del Füchse Berlin ed è ritenuto lo scopritore di Torsten Jansen e Florian Kehrmann, entrambi formatisi alla SG Solingen. Nel 2006, Hanning portò a Berlino il promettente giocatore Konrad Wilczynski, che proveniva dall'Austria. Nella sua prima stagione nella Bundesliga, Wilczynski si distinse immediatamente come capocannoniere del campionato, con 237 gol.
Nel mese di ottobre del 2011, Hanning è stato insignito dell'Ordine al merito dello stato federale di Berlino dal sindaco Klaus Wowereit. Il riconoscimento è stato conferito in omaggio ai suoi successi e al suo impegno nei confronti di Berlino, città che ha contribuito a rendere un importante centro per lo sport.
Tra il 2013 e il 2021, Hanning ha ricoperto il ruolo di vicepresidente della Federazione di pallamano della Germania. Dalla stagione 2021-22, ha assunto la guida dell'1. VfL Potsdam, con il quale ha ottenuto la promozione dalla terza divisione all'Handball Bundesliga nell'estate del 2024. Hanning si è dimesso dal ruolo di allenatore nel 2024.
Nel gennaio 2025, Hanning è stato presentato come nuovo allenatore della nazionale italiana di pallamano.
Hanning, oltre alla carriera sportiva, è anche un uomo d'affari di professione. Era frequentemente co-commentatore delle partite di pallamano su Sport1. Il suo soprannome, "Napoleone", derivato dalla sua statura, aspetto e comportamento, è stato oggetto di caricature, con Hanning che spesso scattava fotografie indossando uniformi napoleoniche.